# 西班牙人口
人口：40,491,051（2008年统计）
年龄结构

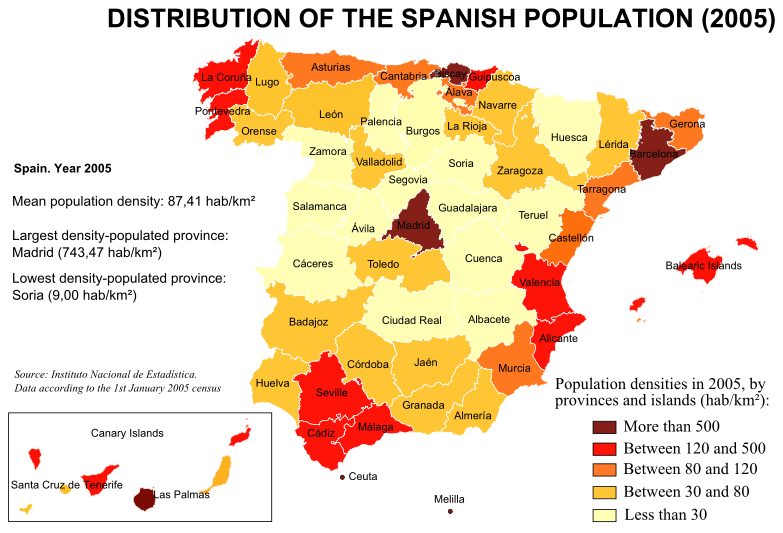
西班牙人口密度 (2005年)

- 0-14岁： 14.4% （男性 3,011,815; 女性 2,832,788）
- 15-64 岁： 67.6% （男性 13,741,493; 女性 13,641,914）
- 65 岁及以上：  17.9% （男性  3,031,597; 女性 4,231,444） （2008年统计）

增长率： 0.096% （2008年统计）
出生率：9.87/1,000人 （2008年统计）
死亡率： 9.9/1,000人 （2008年统计）
净迁移率： 0.99/1,000人（2008年统计）
性别比例
- 婴儿期： 1.07 男性/女性
- 15岁以下： 1.06 男性/女性
- 15-64 岁： 1.01 男性/女性
- 65 岁及以上： 0.72 男性/女性
- 总人口： 0.96 男性/女性 （2008年统计）

婴儿死亡率： 4.26/1,000人 （2008年统计）
平均寿命：
- 总人口： 79.92 岁
- 男性： 76.6 岁
- 女性： 83.45 岁 （2008年统计）

生育率： 1.3个子女/妇女 （2008年统计）
种族： 地中海民族和日耳曼民族的混合体
宗教：
- 罗马天主教（包括名义上的）： 94%
- 其他：6%

语言：西班牙语（官方语言）74%、加泰罗尼亚语17%，加利西亚语7%，巴斯克语2%；其他没有官方语言地位的语言：阿斯图里亚斯语、阿拉贡语、柏柏尔语
识字率：
- 15岁以上可以读写
- 总人口： 97.9%
- 男性： 98.7%
- 女性： 97.2%（2003年统计）

## 都市区人口（2005年统计）
1. 马德里 5.843.041
2. 巴塞罗那 4.686.701
3. 巴伦西亚 1.623.724
4. 塞维利亚 1.317.098
5. 马拉加 1.074.074
6. 毕尔巴鄂 947.581
7. 希洪-奥维耶多 855.199
8. 阿利坎特 711.215
9. 萨拉戈萨 683.763
10. 拉斯帕尔马斯 616.903
11. 加的斯 615.494
12. 穆尔西亚 563.272
13. 帕尔马 474.035
14. 格拉纳达 472.638
15. 维哥 423.821
16. 圣克鲁斯-德特内里费 420.198
17. 圣塞瓦斯提安 399.125
18. 拉科鲁尼亚 396.015
19. 巴利亚多利德 383.894
20. 塔拉戈纳 375.749
21. 科尔多瓦 321.164
22. 潘普洛纳 309.631

## 注脚
1. ↑  Censos de Población y Viviendas